# Julien Falchero

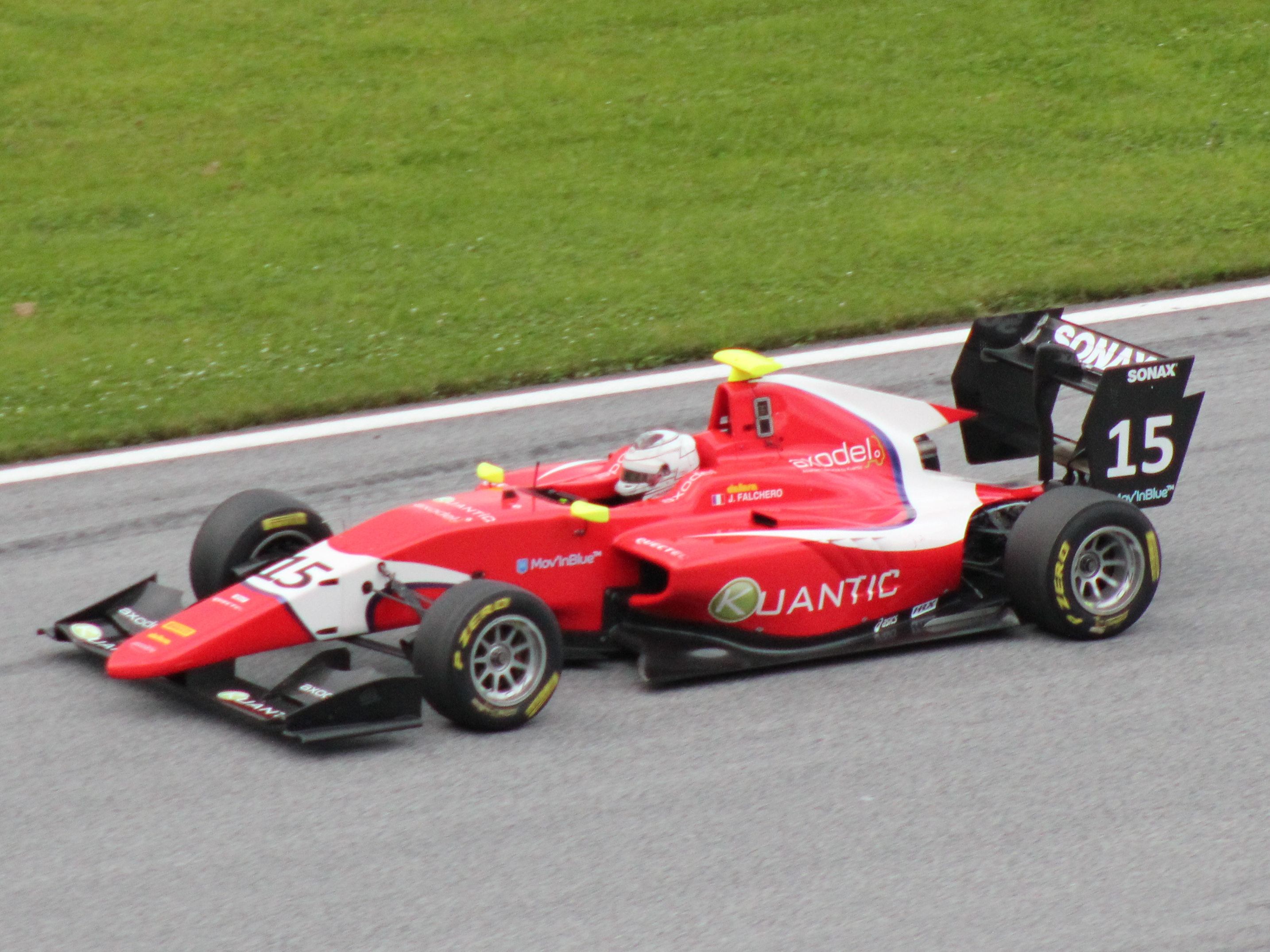
Julien Falchero beim ersten GP3-Rennen in Spielberg 2018

Julien Falchero (* 2. März 1997) ist ein französischer Automobilrennfahrer. Er startet seit 2017 in der GP3-Serie.

## Karriere
Falchero begann seine Motorsportkarriere 2015 im Formelsport. Zuvor hatte er bereits 2014 an Formel-Renault-Testfahrten teilgenommen. Er startete für GSK Grand Prix in der V de V Challenge Monoplace, einer Amateur-Meisterschaft. Er gewann ein Rennen und wurde Zweiter in der Fahrerwertung hinter David Droux. Darüber hinaus bestritt er Gaststarts im Formel Renault 2.0 Eurocup und in der alpinen Formel Renault. Ferner bestritt er auch Kart-Rennen. 2016 debütierte Falchero als regulärer Fahrer im professionellen Motorsport und fuhr für R-ace GP im Formel Renault 2.0 Eurocup und in der nordeuropäischen Formel Renault. Beide Meisterschaften schloss er auf dem 13. Rang ab.
2017 wechselte Falchero in die GP3-Serie und erhielt ein Cockpit bei Campos Racing. Der ehemalige Rennfahrer Jean-Pierre Jarier wird in diesem Jahr als sein Trainer fungieren.

## Statistik

### Karrierestationen
| - 2015: Kartsport - 2015: V de V Challenge Monoplace (Platz 2) - 2016: Formel Renault 2.0 Eurocup (Platz 13) | - 2016: Nordeuropäische Formel Renault (Platz 13) - 2017: GP3-Serie (Platz 15) - 2018: GP3-Serie |

### Einzelergebnisse in der GP3-Serie
| Jahr | Team          | 1   | 2   | 3   | 4   | 5   | 6   | 7   | 8   | 9   | 10  | 11  | 12  | 13  | 14  | 15  | 16  | Punkte | Rang |
| ---- | ------------- | --- | --- | --- | --- | --- | --- | --- | --- | --- | --- | --- | --- | --- | --- | --- | --- | ------ | ---- |
| 2017 | Campos Racing | ESP | ESP | AUT | AUT | GBR | GBR | HUN | HUN | BEL | BEL | ITA | ITA | ESP | ESP | UAE | UAE | 16     | 15.  |
| 2017 | Campos Racing | 11  | 10  | 15  | 11  | 10  | DNF | 13  | DNF | 8   | 5   | 8   | C   | 10  | 9   | DNS | 16  | 16     | 15.  |